# Тираспольська група
Тираспольська група — осередок пізньоскіфської культури у пониззі Дністра в районі сучасного міста Тирасполь (Молдова) у сер. III — кін. II ст. до н. е.
Культура осередку була змішаною з місцевими племенами гетів, з домішками сарматів.
Український доктор історичних наук, член-кореспондент Німецького археологічного інституту, Симоненко Олександр, вважає, що внаслідок наступу в 70-60-х роках III ст. до н. е. войовничих племен савроматів, що складалися з союзку меотів і сіраків, скіфи розділилися і були змушені мігрувати з Подніпров'я у трьох напрямках: до Криму, на Дунай і на Дністер, де «тамтешні скіфи залишили якраві археологічні пам'ятки — Тираспольські кургани».

## Тираспольські кургани
Тираспольські кургани — великий комплекс поховань другої половини ІІІ — кінця ІІ ст. до н. е., що розташований на лівому березі Дністра біля Тирасполя, в районі сіл Глинне, Паркани і Чобручі. Розкопки курганів розпочало подружжя Стемпковських, яке з 1896 по 1911 рр. дослідило 412 насипів, 65 з яких були скіфськими. В 1995 р. розкопки пам'яток Тираспольської групи продовжила експедиція Придністровського університету (Тирасполь), протягом 10 років було розкопано ще майже 200 курганів.
Серед знахідок з воїнських могил — залізні поясні гачки, бронзові фібули, грецькі амфори з вином. В похованнях жінок трапляються прикраси (скляні намиста, золоті та бронзові сережки та браслети), численна ліпна кераміка, зокрема типові для Нижнього Дону курильниці, вкриті рельєфними «ребрами».
Розкопана у тираспольських курганах кераміка — гетська, тобто місцева, прикраси — скіфські, а вся зброя — сарматського вигляду. З чого Симоненко Олександр робить висновок, що Тираспольська група була змішаною культурою, де сармати були політичною елітою.
Могильний комплекс впевнено датується другою половиною ІІІ — кінцем ІІ ст. до н. е. на підставі, перш за все, амфорних штемпелів, датування яких добре розроблене. До цього ж часу відносяться фібули та своєрідні кінські налобники з гачком.